# Димитър Арсов
Димитър Арсов Митрев е български революционер, деец на Вътрешната македоно-одринска революционна организация.

## Биография
Димитър Арсов е роден през 1873 година в дебърското село Лазарополе, тогава в Османската империя. Става български учител в родното си село. Присъединява се към ВМОРО и става секретар на четата на Максим Ненов. След смъртта на войводата при Чавките, оглавява оцелелите и с четата взима участие в Илинденско-Преображенското въстание, след което се преселва в България и живее във Вършец. Спомените от сражението са публикувани като притурка във вестник „Дебърски глас“ през 1909 година, а по-късно издадени и в отделна книжка.